# 窮鼠はチーズの夢を見る
『窮鼠はチーズの夢を見る』（きゅうそはチーズのゆめをみる）は、水城せとなによる日本の漫画作品。
小学館の女性向けコミック誌『Judy』の増刊号『NIGHTY Judy』に掲載された。その後、続編が『Judy』付録や、小学館のデジタル少女漫画誌『モバフラ』にて掲載された。
サラリーマンの大伴恭一と、その大学時代の後輩今ヶ瀬渉を中心とした一連の漫画の単行本のタイトルであり、便宜的にシリーズの総称としても用いられている。
2008年2月27日に、中村悠一主演でドラマCD化された。
大倉忠義主演で実写映画化され、2020年9月11日に公開された。

## 概要
妻もいる異性愛者サラリーマン・大伴恭一と、彼を想う大学時代の後輩でゲイ・今ヶ瀬渉の触れ合いを濃密に描いた漫画作品。2004年、第1作目「 キッシング・グーラミー 」が  『NIGHTY Judy』6月号増刊 に読み切りとして発表される。 以後、不定期掲載（シリーズ終盤より携帯コミック誌「モバフラ」に移行）。『NIGHTY Judy』はエロスをテーマとしているため、比較的リアルな性描写がある。BL（ボーイズラブ）レーベルからの出版ではないものの、「このBLがやばい!2010年」で1位を獲得し話題となった。
全2巻の単行本で完結していたが、『月刊フラワーズ』2020年3月号に番外編読み切りが掲載され、読み切りも含めた1冊の単行本にまとめた新装版が2020年4月に発売。扉絵などもカラーで収録される。新装版では性描写や現代では差別的となる台詞の改変が行われる（読切掲載号にて、修正版の第1話も掲載された）。また、電子書籍版では従来の単行本相当の商品でも自動的に新装版と同じ改変に更新されている。改変の具体的な内容としては、肛門のシワや陰茎のシルエットの描写がトリミングされ見えないようになる、「この陰険ホモ!」という台詞が「この蛇!悪魔!」に置き換わるといったものである。全体的に「ホモ」というセリフが「ゲイ」に置き換わるなどしているが、全ての「ホモ」という表現が消えているわけではなく一部はそのままになっている。

## あらすじ
サラリーマンの大伴恭一は7年ぶりに再会した大学時代の後輩・今ヶ瀬渉に強請られていた。理由は自分の不倫。こだわりがなく流されやすい恭一は、女性に言い寄られると断りきれずに安易に不倫を繰り返していた。今ヶ瀬は興信所に勤めており、偶然にも恭一の妻の知佳子に依頼された浮気調査を請け負っていたのだった。7年前から恭一のことを想っていたという今ヶ瀬に、不倫の事実を妻に報告しない代償として「貴方のカラダが欲しい」と恭一は要求されてしまう。挿入無しの体の関係を恭一は受け入れ、不倫調査は誤魔化してもらえたものの、既に恭一との関係に冷めきっていた知佳子は別れたいと申し出、夫妻は離婚した。
独り身となった恭一の部屋に今ヶ瀬は入り浸り、流されやすい恭一は脅しの材料がなくなった後もずるずると体を重ねた。いつしか今ヶ瀬は恭一にとって特別な存在となり、言い寄ってくる女性を断ってでも今ヶ瀬を選ぶようになり、やがて恭一が「受け」になる形で二人は完全に結ばれた。
離婚してから2年が経ち、恭一は今ヶ瀬と関係を続けながらも、異性愛者として女性に目を奪われることが当たり前だった。会社の部下の女性・たまきに想いを寄せられ、偶然彼女が抱える家庭の事情を知り、深入りしていく。一方で、今ヶ瀬とは「攻め」の形でも性行為をするようになり「受動的に相手の好きにさせただけ」という言い訳ができなくなったと思うようになっていた。たまきとの関係の進展を察した今ヶ瀬は別れを切り出し、恭一も引き止める言葉を思いつけず、二人は別れた。傷心の恭一は、慰められるままにたまきを抱き、二人は付き合うようになった。
今ヶ瀬との別れから半年、恭一とたまきは同棲し、近いうちにたまきの親に挨拶し結婚する段取りであった。二人とも喫煙者ではないにも関わらず、喫煙者の今ヶ瀬が残していった灰皿は捨てられずそのまま部屋に残された。恭一は今ヶ瀬への恋情をくすぶらせながらも、彼との日々は「同性愛者のまねごと」をしていただけと思い、たまきとの生活に安らぎを感じていた。しかし、知人男性からのストーキングに悩まされていたたまきが今ヶ瀬に調査依頼をしたことで、恭一と今ヶ瀬は再会し、恭一の心は揺らいでしまう。

## 登場人物
大伴恭一（おおとも きょういち）
声：中村悠一
本作の主人公で29歳のサラリーマン。ノンケで当初は既婚者だが、子供はいない。極めて優柔不断で流されやすく、他人から好意を寄せられると拒めない性格のため、言い寄られるままに不倫を繰り返していた。温厚で稼ぎが良く、妻からは「非の打ち所のない旦那様」と評された一方で、執着心がなく自発的に他者を求めることもない受動的な性格から離婚された。
今ヶ瀬渉（いまがせ わたる）
声：遊佐浩二
恭一とは大学が同じかつ、サークルも一緒な彼の2年後輩。ゲイであり、大学時代から密かにずっと恭一のことが好き。興信所の調査員。知佳子から浮気調査の依頼を受けたことをきっかけに、長年の想いをぶつける。自他共に認めるストーカー気味な粘着質であり、流されやすい恭一にはぴったりな相手だと自負する。異性愛者の恭一を無理矢理ゲイの道に引きずり込んだという負い目、いつか恭一は女性を愛する道に戻るという不安を抱えている。
岡村たまき（おかむら たまき）
声：斎藤千和
恭一の部下である女性社員。恭一のことが好きで、彼の離婚後に交際を開始する。父親は同社の常務だが、「妾の子」という立場にありその関係は隠されている。成人するまで、父は多忙で家を空けがちなだけだと思っており複雑な事情を知らなかった。会社にはコネではなく、実力で入り父を驚かせた。今ヶ瀬のことは恭一の友人としか思っておらず、恭一の元恋人は女性なのだと勘違いしている。
大伴知佳子（おおとも ちかこ）
声：生天目仁美
かつての恭一の妻で、専業主婦。優しいが自分にはなにも要求せず関心を持ってくれない恭一に冷め、愛情からではなく離婚を有利にするための材料探しとして不倫調査を今ヶ瀬に依頼した。思いを全て吐露し、離婚する。
西村美咲（にしむら みさき）
声：岡田幸子
恭一の高校時代の同窓生。同窓会で恭一と再会する。既婚者で、旧姓は水野。
夏生（なつき）
声：五十嵐麗
恭一とは大学時代のサークル仲間であり、元恋人。大学卒業と同時に恭一と別れる。賢く情の深い、しっかりもの。偶然数年ぶりに恭一と再会する。独身。
高杉（たかすぎ）
声：丹沢晃之
ゲイであり、今ヶ瀬の元恋人。
野上美奈子（のがみ みなこ）
声：日笠陽子
恭一の部下の女性社員。たまきの親友。
柳田（やなぎだ）
声：高岡瓶々
恭一の会社の常務。妻子のいる一方で、内縁の妻との間に婚外子があり、その子がたまきである。お節介で、たまきが恭一に片思いしていると知った際には勝手に恭一にそのことを告げてくっつけようとした。

## 初出一覧
- キッシング・グーラミー - 『NIGHTY Judy』2004年6月号増刊
- 楽園の蛇（がくえんのへび）-『NIGHTY Judy』2004年9月号増刊
- 黒猫、月を見る（くろねこ、つきをみる）- 描き下ろし
- 黒猫の冷えた指先（くろねこのひえたゆびさき）- 『NIGHTY Judy』2005年1月号増刊
- 鼠、袋小路で考える（ねずみ、ふくろこうじでかんがえる）- 描き下ろし、新装版のみに収録
- 窮鼠はチーズの夢を見る（きゅうそはチーズのゆめをみる）- 『NIGHTY Judy』2005年10月号増刊
- 憂鬱バタフライ（ゆううつバタフライ）-『Judy』2006年10月特大号付録
- 黒猫、あくびをする（くろねこ、あくびをする）- 描き下ろし
- 梟（ふくろう）- 『モバフラ』2007年12月5日 - 2008年2月5日、全5回配信
- 俎上の鯉は二度跳ねる（そじょうのこいはにどはねる）- 『モバフラ』2008年12月20日 - 2009年4月20日、全9回配信

## 所収
- 窮鼠はチーズの夢を見る（2006年2月20日発行 ISBN 4-7780-1001-9）
  - 「キッシング・グーラーミー」〜「窮鼠はチーズの夢を見る」を収録
- 窮鼠はチーズの夢を見る《新装版》（2009年5月9日発売 ISBN 978-4-09-132514-3）
  - 上記 + 新作描き下ろし「鼠、袋小路で考える」を収録
- 俎上の鯉は二度跳ねる（2009年5月9日発売 ISBN 978-4-09-132515-0）
  - 「憂鬱バタフライ」〜「俎上の鯉は二度跳ねる」を収録
- 窮鼠はチーズの夢を見る リブートエディション（2020年4月10日発売 ISBN 978-4-09871052-2）
  - 新作描き下ろし「黒猫、海へ行く（前編）」を収録
- 俎上の鯉は二度跳ねる リブートエディション（2020年4月10日発売 ISBN 978-4-09871051-5）
  - 新作描き下ろし「黒猫、海へ行く（後編）」を収録
- 窮鼠はチーズの夢を見る オールインワンエディション（2020年4月10日発売 ISBN 978-4-09-871036-2）
  - 「窮鼠はチーズの夢を見る」「俎上の鯉は二度跳ねる」新作描き下ろし「ハミングバード・ラプソディ」を収録

## 映画
監督は行定勲、主演は大倉忠義。当初は2020年6月5日に公開予定だったが、新型コロナウイルスの感染拡大に伴い、同年9月11日に公開延期となった。

### キャスト
- 大伴恭一：大倉忠義[4]
- 今ヶ瀬渉：成田凌[4]
- 岡村たまき：吉田志織[8]
- 夏生：さとうほなみ[8]
- 大伴知佳子：咲妃みゆ[8]
- 井手瑠璃子：小原徳子[8]
- 小柳友
- たまきの母：中村久美
- 国広富之

### スタッフ
- 原作：水城せとな『窮鼠はチーズの夢を見る』『俎上の鯉は二度跳ねる』（小学館「フラワーコミックスα」刊）
- 企画：高木Rosa裕
- 監督：行定勲[4]
- 脚本：堀泉杏
- プロデューサー：長松谷太郎、吉澤貴洋、齋藤Sunnyしゅん、新野安行
- 共同プロデューサー：金吉唯彦
- 音楽：半野喜弘
- 撮影：今井孝博
- 照明：松本憲人
- 録音：伊藤裕規
- 美術：相馬直樹
- 編集：今井剛
- 制作プロダクション：セカンドサイト
- 企画：CAJ
- 制作協力：ザフール、スカイ&Co.
- 企画協力：小学館
- 配給：ファントム・フィルム
- 製作：「窮鼠はチーズの夢を見る」製作委員会（ジェイ・ストーム、セカンドサイト、ファントム・フィルム、CAJ、ソニー・ミュージックエンターテイメント）

### 評価
キネマ旬報社が運営するKINENOTEの「キネ旬Review」では、映画評論家の北川れい子は「2人の役どころは、都会という水槽を泳ぎ回っている観賞魚並ってワケで、女たちは水槽の中のお飾り」と観察映画を観ている気分だったと評し、ライターの佐野亨は「行定監督と俳優陣の相性の勝利」と役者の演技を褒め、映画評論家の福間健二は「ウォン・カーウァイやロウ・イエの世界でも通用しそうな魅力がある」と成田凌を評価するも女性キャラクターの描き方に苦言を呈した。

### 受賞
- 第44回日本アカデミー賞 優秀助演男優賞（成田凌）[10]